# خوغز
خوغز (به لاتین: Khughaz) یک منطقهٔ مسکونی در افغانستان است که در ولسوالی مایمی واقع شده‌است. خوغز ۱٬۵۰۰ متر بالاتر از سطح دریا واقع شده‌است.